# Svend Schjødt-Eriksen
Svend Poul Schjødt-Eriksen (22. januar 1905 i Aalborg – 7. januar 1977 i Hellerup) var en dansk officer, som spillede en kontroversiel nøglerolle i den danske hær under Besættelsen.
Han blev premierløjtnant 1930, kaptajn 1941, oberstløjtnant 1949 og oberst 1956.
Schjødt-Eriksen var medlem af Danmarks Nationalsocialistiske arbejderparti, DNSAP fra den 28. juni 1940, da de tyske hære havde fremgang i Europa, til 30. november samme år (en udmeldelse er dog ikke registreret i Bovrup-Kartoteket). Formanden for Danmarks Kommunistiske Parti, Poul Emanuel, blev i 1960 dømt for injurier for at have kaldt Schjødt-Eriksen for nazist.
Under Besættelsen var han en del af Den lille Generalstab, hvor han var leder af den militære efterretningstjeneste og af våbenimporten til Sjælland 1944-45. På Viggo Hjalfs foranledning sørgede han for, at en leverance fra Sverige af 3000 Husqvarna maskinpistoler primært blev distribueret til hærens O-grupper, som først skulle indsættes ved en allieret invasion i Danmark eller ved et tysk forsøg på at fortsætte krigen på dansk territorium, og ikke til de aktive modstandsgrupper som BOPA og Holger Danske. Det mentes, at denne såkaldte skæve våbenfordeling skete for at imødegå risikoen for en kommunistisk magtovertagelse i Danmark i forbindelse med Tysklands sammenbrud. Ifølge Schjødt-Eriksen blev våbnene med politisk opbakning købt til den illegale hær og ikke til modstandsbevægelsen. Senere undersøgelser har vist, at våbenfordelingen var langt mindre skæv end oprindelig antaget. 
Schjødt-Eriksen var chef for 11. artilleriafdelingen 1949, chef for artilleriskydeskolen 1951, midlertidig generalmajor som chef for LAND-STAFF hos den øverstkommanderende for de fælles forsvarsstyrker i Nordeuropa 1956, chef for Københavns luftværns-artilleriforsvar 1958, men blev på grund af de kontroverser, der havde været omkring ham – og ikke mindst på grund af Jørgen Hæstrups omtale af ham i værket Hemmelig alliance – forbigået ved udnævnelsen til generalmajor 1959. Han stod i stedet til rådighed for generalinspektøren for artilleriet 1962 og tog sin afsked 1967. Han var lærer ved Forsvarsakademiets generalstabskursus og artillerikursus 1951-56.
Schjødt-Eriksen udgav 1976 bogen En udsat post. Erindringer fra besættelsestiden.
Han blev Ridder af Dannebrog 1950, af 1. grad 1956 og Kommandør 1967.
Han er begravet på Hellerup Kirkegård.